# Barche amorrate
Barche amorrate è un breve componimento poetico di Dino Campana e fa parte della sezione "Varie e frammenti" dei Canti Orfici, nella pubblicazione del 1914. 
Il poeta evoca, nel testo, in versi che si inseguono con musicalità data dalla reiterazione delle parole adoperate, il movimento delle vele che schioccano e frustano al vento, talvolta producendo un lamento volubile quale un'onda che si infranga nella risacca, fino a giungere ad un ultimo schianto crudele. 
Il termine amorrate del titolo fu mutato, soltanto nella seconda edizione  (effettuata da Vallecchi del 1928), in amarrate cioè ormeggiate. La dicitura iniziale fu poi ripresa nelle stampe successive a cura di Enrico Falqui; lo stesso Falqui segnala in proposito l'esistenza di amurra, che in genovese significa arenare.